# Abyssocottidae
Famille
Synonymes
- Cottidae (préféré par NCBI)[2]

Les Abyssocottidae sont une famille de poissons de l'ordre des Scorpaeniformes. Ils sont endémiques du lac Baïkal, en Russie.

## Liste des genres
Selon World Register of Marine Species (22 juin 2020) :
- genre Abyssocottus Berg, 1906 -- 3 espèces
- genre Asprocottus Berg, 1906 -- 8 espèces
- genre Cottinella Berg, 1907 -- 1 espèce
- genre Cyphocottus Sideleva, 2003 -- 2 espèces
- genre Limnocottus Berg, 1906 -- 4 espèces
- genre Neocottus Sideleva, 1982 -- 2 espèces
- genre Procottus Gratzianov, 1902 -- 4 espèces